# Сопки (Валдайский район)
Со́пки — деревня в Валдайском районе Новгородской области. Входит в состав Костковского сельского поселения.

## География
Деревня находится на берегу озера Сопенское, на расстоянии 10 км (по прямой) к северо-западу от города Валдай, административного центра района.

### Часовой пояс
Деревня Сопки, как и вся Новгородская область, находится в часовой зоне МСК (московское время). Смещение применяемого времени относительно UTC составляет +3:00.

## Население
| 2010 |
| ---- |
| 6    |